# Donja Dolina
Donja Dolina (szerbül: Доња Долина), falu Gradiška községben, Bosznia-Hercegovinában, Bosanska krajina területén, a Szerb Köztársaságban. 

## Fekvése
Bosznia-Hercegovina északi részén, Banja Lukától légvonalban 42, közúton 52 km-re északra, községközpontjától légvonalban 12, közúton 17 km-re kelet-keletre, 90-95 méteres magasságban, a Száva jobb partján és a tőle délre elterülő síkságon fekszik.

## Népessége
| Nemzetiségi csoport | Népesség 1991 | Népesség 2013 |
| ------------------- | ------------- | ------------- |
| Szerb               | 70            | 105           |
| Bosnyák             | 0             | 0             |
| Horvát              | 387           | 16            |
| Jugoszláv           | 9             | 0             |
| Egyéb               | 2             | 1             |
| Összesen            | 468           | 122           |

## Története
A régészeti leletek tanúsága szerint Donja Dolina területén már a bronzkorban és a vaskorban igen jelentős települések voltak, melyek fejlett fémművességgel rendelkeztek. A vaskorban a Száva partján a térség legjelentősebb gazdasági és kereskedelmi központja működött. Az első települések az i. e. 1200 körüli időben már léteztek és az urnamezős kultúrához kapcsolhatóak. A fejlett kézművesség időszaka a leletek alapján egészen az i. e. 1. századig tartott.
Dolina lakói többségben mindvégig katolikus horvátok voltak. A 17. században az orubicai plébániát említik ezen a területen. Dolina első írásos említése 1675-ben történt, 1737-ben pedig Mato Delivić püspöki vikárius említi. Lakóinak első említéseit a plébániai anyakönyvekben (1762-től) találjuk. Az első püspöki vizitáció Marijan Bogdanović vikárius személyében 1768-ban történt Dolinán. Ekkor 25 háztartás volt itt 133 felnőtt hívővel és 44, hét év alatti gyermekkel. 1813-ban Augustin Miletić 21 háztartást és összesen 145 hívőt talált Dolinán. 1856-ban Donja Dolinán 7 családban 60 katolikus hívő élt. A plébánia alapításáig lakói a berbiri (a mai Gradiška) plébániához tartoztak. A dolinai katolikus plébániát 1920. május 3-án alapították. Az első plébániatemplom a Gornja Dolina-i egykori fogadó volt, melyet 1920-ban templommá és plébánialakássá alakítottak át. Később kétszer korszerűsítették. A templom mellé 1924-ben épült az első harangtorony.
A település területe 1878-ig tartozott az Oszmán Birodalomhoz, ekkor a berlini kongresszus határozata alapján az Osztrák-Magyar Monarchia része lett. 1879-ben az első osztrák-magyar népszámlálás során a Berbir községhez tartozó településnek 45 háztartása, 221 római katolikus és 71 görög katolikus lakosa volt. 1910-ben a Bosanska Gradiškai járáshoz és Dolina községhez tartozó Dolina Gornja településen 102 háztartást 481 római katolikus és 114 ortodox lakost találtak. A monarchia szétesésével 1918-ban előbb a Szerb-Horvát-Szlovén Királyság, majd 1929-től a Jugoszláv Királyság része. 1921-ben Dolina községnek összesen 251 háztartása és 1353 lakosa volt.
Jugoszlávia megszállása után a Független Horvát Állam (NDH) része lett. 1945-től a szocialista Jugoszlávia része volt. Római katolikus templomát a boszniai háború idején lerombolták és a horvát lakosságot elűzték. Az elűzöttek többsége a Száva folyó túlpartján, Horvátországban, Újgradiška környékén telepedett le. A daytoni békeszerződést követő területfelosztásnál Bosanska Gradiška község részeként a Szerb Köztársaság területéhez került.

## Nevezetességei
Jelentős őskori települések és temetőik maradványai. 
- Kőrézkori bronz szekerce, kora bronzkori bronz tőr, rövid, bronz kard a korai bronzkor végéről, valamennyi egy fejlett fémművességgel rendelkező itteni bronzkori településről tanúskodik.[4]
- Lelőhelykomplexum, melynek leletei egy késő bronzkori és egy kora vaskori településről tanúskodnak. Egy késő bronzkori település maradványai és egy vaskori erődített település maradványai annak temetőjével.[4]
- A Száva Donja és Gornja Dolina közötti partszakaszán az 1908-ban és 1909-ben, valamint 1959-ben végzett földmunkák feldúlták egy ősi település maradványait. 1963-ban Z. Marić vezetésével történtek szondázó ásatások ezen helyen. A két talajrétegben a régebbi réteg késő bronzkorinak bizonyult, míg a felső réteg korát nem lehetett meghatározni. A bronzkori rétegben mások mellett bronz fegyverek öntéséhez való öntőformák kerültek elő. Bronz fegyvereket és ékszereket is találtak, melyek mind arra utaltak, hogy a késő bronzkorban itt egy kézműves központ volt.[4]
- Donja Dolinánál a Száva partján, a Gradina nevű lelőhelyen 1896-ban egy erődített település maradványait találták meg. Az első szondázó ásatásokat F. Fiala vezette, majd 1899 és 1981 között további négy, szisztematikus ásatás következett.  A kultúrrétegek 6 méteres mélységben kezdődtek, de a leggazdagabb, épületmaradványokat is tartalmazó réteg 9 méteres mélységben volt. A régebbi épületmaradványok cölöpökre épített házakra utalnak, míg a fiatalabb rétegekben a szokványos, földre épített házak voltak. A szakemberek szerint a fiatalabb, vaskori település az egyik legnagyobb volt az akkori Jugoszlávia területén, a maga idejében igen jelentős fémműves, gazdasági és kereskedelmi központ lehetett.[4]
- A Szávától 200 méterre délre és a Gradinától 600 méterre nyugatra előkerült a fenti jelentős település temetője is. 1899 és 1904 között 174 sírt tárták itt fel, melyek közül 124 csontvázas és 48 hamvasztásos sír volt. A sírok korát három időszakra osztották. A legrégebbi periódus az i. e. 1200 és i. e 700 közötti, melyet az urnamezős kultúrához tartozónak határoztak meg. A következő időszak az i. e. 700 és i. e. 360 közötti időből való, mely a kora vaskort jelenti. Ez a Gradina lelőhely időszaka. A harmadik periódus az i. e. 360 és az i. e. 1. század eleje közötti idő, a késő vaskor időszaka.[4]